# Сухосолотино
Сухосолотино — село в Ивнянском районе Белгородской области. Административный центр и единственный населённый пункт Сухосолотинского сельского поселения.

## География
Находится в северо-западной части Белгородской области, в лесостепной зоне, в пределах южной части Среднерусской возвышенности, на берегах реки Солотинки, к востоку от автодороги М2, на расстоянии примерно 17 километров (по прямой) к юго-востоку от Ивни, административного центра района. Абсолютная высота — 214 метров над уровнем моря.

### Климат
Климат характеризуется как умеренно континентальный, с относительно мягкой зимой и продолжительным засушливым летом. Среднегодовая температура воздуха — 5,6 °C. Средняя температура воздуха самого холодного месяца (января) — −8,5 °C; самого тёплого месяца (июля) — 18 °C. Безморозный период длится 154—157 дней. Продолжительность вегетационного периода — 196 дней. Годовое количество атмосферных осадков — 524 мм, из которых большая часть выпадает в тёплый период. Снежный покров держится в течение 102 дней.

### Часовой пояс
Село Сухосолотино как и вся Белгородская область, находится в часовой зоне МСК (московское время). Смещение применяемого времени относительно UTC составляет +3:00.

## Население
| 2002 | 2010 | 2012 | 2013 | 2014 | 2015 | 2016 | 2017 | 2018 |
| ---- | ---- | ---- | ---- | ---- | ---- | ---- | ---- | ---- |
| 617  | ↘499 | ↘489 | ↗490 | ↘488 | ↘482 | ↘476 | ↘464 | ↗465 |
| 2019 | 2020 | 2021 |      |      |      |      |      |      |
| ↘449 | ↘435 | ↗441 |      |      |      |      |      |      |

Половой состав
По данным Всероссийской переписи населения 2010 года в гендерной структуре населения мужчины составляли 47,7 %, женщины — соответственно 52,3 %.
Национальный состав
Согласно результатам переписи 2002 года, в национальной структуре населения русские составляли 83 %.